# Rake (angle)
Pour les articles homonymes, voir Rake (homonymie).
 (octobre 2022).
Un rake (ou angle d'étrave, angle de flèche, angle d'incidence, angle de chasse, angle de coupe suivant l'application) est un angle d'inclinaison utilisé pour décrire la position d'un bord d'attaque (étrave, foil, dérive, fourche) par rapport à sa direction d'avancée ou sa perpendiculaire. Il est utilisé dans le domaine de la construction navale, des deux-roues ou encore de l'usinage.

## Construction navale

### Proue d'un navire
Le rake de la proue de navire mesure l’angle de la proue avec l'horizontale.
La forme de la proue joue un rôle considérable sur la résistance à l'avancement. La conception de sa forme a par conséquent donné lieu à de nombreuses études. La question se pose avec plus d’acuité dans le cas des brise-glaces. Leurs rakes (angles d'étrave), de dévers, de section longitudinale et de flottaison contribuent au déglaçage, à la submersion de la glace et au dégagement de la glace, et doivent aussi être pris en compte.

### Dérives de planches
Pour les ailerons ou les dérives de planche à voile ou de surf, le rake est l'angle d'inclinaison du bord d'attaque par rapport à la verticale. En français, c'est un angle de flèche.

Plus cette inclinaison est prononcée vers l'arrière, plus le gain en stabilité directionnelle (ou drive) est important. Inversement, plus le rake (ou flèche) est faible (proche de la verticale), plus la planche gagne en manœuvrabilité.

Rake de foil : angle d'incidence d'un plan porteur immergé profilé ; il y a une différence avec le vocabulaire utilisé en aéronautique.

### Foilers
Rake de foil : les foilers sont des navires qui utilisent la portance dynamique (liée à la vitesse) de plusieurs foils, ailes immergées ou plans porteurs profilés et immergés) pour soulever la coque du bateau hors de l'eau afin de limiter sa traînée hydrodynamique. On peut parfois régler l'angle de calage des foils.
Le rake peut représenter l'angle d'incidence du foil par rapport au vecteur vitesse, ou encore l'angle du support de foil par rapport à la verticale, qui influe lui même sur l'angle d'incidence du foil. Ce réglage angulaire par rapport à l'axe de référence du bateau se nomme en fait le calage; il permet donc de contrôler l'assiette du bateau ainsi que la portance du foil. 
Pour certaines configurations de foils, un réglage autour de l'axe longitudinal (permettant de modifier l'immersion) pour contrôler la gîte du bateau se nomme en anglais le "cant".
Le réglage autour de l'axe vertical se nomme le "yaw" en anglais et contrôle la direction du bateau.
S'il existe de longue date une forte activité française qui défriche et produit des prototypes à la pointe mondiale dans le domaine des voiliers à foils, "rake", "cant" et "yaw" sont des anglicismes qui n'ont pas encore trouvé de francisation reconnue en 2020. Leur interprétation varie suivant les publications.

## Autres domaines d'emploi

### Usinage
Lors de l'usinage, le rake ou angle de coupe est celui qui mesure l'angle du plan d'incidence de la tête de coupe par rapport à l'objet traité. 

### Deux-roues
Un rake (ou angle de chasse) de fourche de moto ou de bicyclette) mesure l’angle entre la fourche et la verticale.
Un rake de 0° correspond donc à une fourche verticale. Pour les vélos de route, il est d'environ 28°. À cause de la suspension de fourche, les VTT modernes tendent à avoir un rake plus important, entre 30° et 38°.

### Géologie structurale
En géologie structurale, le rake est l'angle selon lequel une roche se déplace par rapport à une autre dans une faille.